# Фердинанд (герцог Курляндии)
Фердина́нд Ке́тлер (нем. Ferdinand Kettler; 2 ноября 1655, Митава — 4 мая 1737) — герцог Курляндии и Семигалии с 1730 года, из династии Кетлеров.

## Биография
Фердинанд родился в 1655 году в Митаве; его родителям были герцог Курляндии и Семигалии Якоб Кетлер и Луиза Шарлотта Бранденбургская. В 1658—1660 годах он вместе с родителями оказался в шведском плену, и содержался сначала в Риге, а затем в Ивангороде. После смерти отца новым герцогом стал старший сын Фридрих Казимир, а Фердинанд пошёл в польскую армию, где дослужился до генерал-лейтенанта. Когда Фридрих Казимир умер, Фердинанд вместе с его вдовой стали регентами от имени малолетнего Фридриха Вильгельма.
Когда в 1700 году началась Северная война, Фердинанд принимал участие в боях со шведами, а после поражения саксонских войск в битве на Двине бежал в Данциг, где и оставался до конца жизни. Курляндия была оккупирована шведскими войсками, и созванный шведами ландтаг отказался считать Фердинанда герцогом.
Когда в 1711 году Фридрих Вильгельм, недавно женившийся на русской царевне Анне, неожиданно умер, Фердинанд остался последним живым мужчиной из династии Кетлеров, однако он отказался вернуться в Курляндию. Герцогством фактически управлял российский посланник Бестужев-Рюмин. В 1726 году ландтаг решил сделать новым герцогом Морица Саксонского, и Анна дала согласие на брак с ним, но Россия воспротивилась этому, и Мориц был вынужден покинуть Курляндию.
В 1730 году Анна Иоанновна стала российской императрицей, и курляндский ландтаг наконец признал Фердинанда герцогом, однако тот по-прежнему продолжал жить в Данциге, где и умер в 1737 году.

## Семья и дети
В 1730 году 75-летний Фердинанд женился в Данциге на молодой Иоганне Магдалене, дочери герцога Саксен-Вейсенфельского Иоганна Георга. Детей у них не было.